# Pieter Corneliszoon de Sitter
Pieter Corneliszoon de Sitter (circa 1640 - juli 1676) was een 17e-eeuwse Nederlandse marineofficier. Zijn naam wordt ook weleens als Pieter Cornelissen de Sitter geschreven. Hij kwam uit een bekende zeemansfamilie die verschillende kapiteins voor de Nederlandse handels- en oorlogsvloot had geleverd. Pieter Corneliszoon de Sitter stierf in 1676 tijdens de expeditie van Michiel de Ruyter naar de Middellandse Zee.

## In gevecht
Pieter Cornelisz de Sitter zou als kapitein van een oorlogsschip aan verschillende zeeslagen meedoen in dienst van de Admiraliteit van Amsterdam. Hij was de eerste tijdelijke kapitein van de in 1665 gebouwde Beschermer van 50 stukken, het schip dat in 1666 onder kapitein Willem van der Zaen voor het eerst mee zou doen aan de door de Nederlanders gewonnen Vierdaagse Zeeslag. Tijdens de Tweede Engels-Nederlandse Oorlog zocht raadpensionaris Johan de Witt in 1667, na de verloren Slag bij Lowestoft uit 1665, de Nederlandse overwinning tijdens de Vierdaagse Zeeslag en de nederlaag in de Tweedaagse Zeeslag, beide uit 1666, een beslissend antwoord op de Engelse overval in datzelfde jaar op het afgelegen Terschelling tijdens het zogenaamde Holmes' Bonfire: namelijk een directe inval in Engeland. Mocht het een groot succes worden, dan wilde De Witt daarmee ook bij de toekomstige vredesonderhandelingen zeer gunstige voorwaarden van de Engelsen kunnen eisen. Daarom werd in juni 1667 een in het geheim en minutieus voorbereide aanval onder de rook van de Engelse hoofdstad Londen uitgevoerd tijdens de Tocht naar Chatham onder leiding van luitenant-admiraal Michiel de Ruyter. De Sitter was daar ook bij betrokken als kapitein op de Huis te Jaarsveld, in het eskader van Aert Jansse van Nes. De Witt had maar één eis voor de officieren van de Nederlandse vloot: 
Onder géén beding terugkeren, zonder opmerkelijke daad
Nadat de Tocht naar Chatham een groot succes was gebleken en een blijvende indruk bij de verslagen Engelsen had achtergelaten, was De Sitter met zijn schip ook betrokken bij een minder succesvolle expeditie naar Harwich en langdurige aanvallen op de Engelse kust. Maar de Engelsen hadden, geschrokken door de eerste Nederlandse verrassingsoverval, de kustforten grondig versterkt en De Sitter kon op de Nederlandse vloot het succes van Chatham niet herhalen.
Nadat de vijandelijkheden na het geheime Engels-Franse overleg bij het Geheim Traktaat van Dover uit 1670, opnieuw tijdens de Derde Engels-Nederlandse Oorlog in 1672 waren uitgebroken, vocht De Sitter zeer verdienstelijk mee tijdens de Slag bij Solebay tegen een gecombineerde Engels-Franse oorlogsvloot op 7 mei 1672 bij Suffolk bij de Engelse oostkust. Hij commandeerde nu de Agatha, een middelgroot oorlogsschip met 50 stukken van de Admiraliteit van Amsterdam, onder het opperbevel van De Ruyter; De Sitter was ook deel van het eskader van De Ruyter. De Agatha raakte zwaar beschadigd. De Sitter vocht opnieuw op zijn schip mee en weer onder De Ruyter, tijdens de Eerste Slag bij het Schooneveld op 7 juni 1673 voor de Nederlandse kust en tijdens de Tweede Slag bij het Schooneveld op 14 juni 1673 voor de kust van Oostende, beiden tegen een geallieerde Engels-Franse vloot, en nu in het eskader van Adriaen Banckert. Hoewel de Nederlandse vloot bij de drie voorgaande zeeslagen strategische overwinningen wist te behalen, wilde Jacobus, de toekomstige koning van Engeland en de toenmalige hertog van York, opnieuw met een gecombineerde Engels-Franse vloot aanvallen en na de te verwachten overwinning, met een andere vloot landingen in Nederland uitvoeren. De Sitter was nog steeds kapitein op de Agatha en vocht opnieuw mee, in het eskader van Cornelis Tromp, tijdens de strategische Nederlandse overwinning tijdens de Slag bij Kijkduin op 11 augustus 1673 bij Texel. Met deze Nederlandse overwinning kwam voor de 17e eeuw definitief een einde aan de Engelse Oorlogen.

## Tegen Frankrijk
Hoewel Engeland zich in 1674 uit de oorlog terugtrok, bleef de zogenaamde Hollandse Oorlog tegen alleen Frankrijk tot 1678 voortduren. In juni 1674 maakte De Sitter deel uit van De Ruyters expeditie naar West-Indië, nu opnieuw als kapitein van de Beschermer. In het eskader van De Ruyter voerde De Sitter een mislukte aanval uit op het Franse eiland Martinique in de Caribische Zee. In 1675 werd De Sitter kapitein van de Zuiderhuys van 46 stukken. En in 1676 maakte hij deel uit van de expeditie van De Ruyter naar de Middellandse Zee. Hij deed mee aan de Slag bij de Stromboli, de Slag bij de Etna en de Slag bij Palermo. In juli 1676 stierf hij echter aan paratyfus. Het is niet bekend waar hij begraven ligt, maar hij zal geen praalgraf gekregen hebben, want dat was alleen voorbehouden, aan diegene die in de strijd sneuvelden. Zijn schip de Beschermer zou na de dood van De Sitter worden toegewezen als vlaggenschip van de slechts een jaar later in 1677 bij Tobago zo heldhaftig gesneuvelde commandeur Jacob Binckes.

## Bekende familieleden
Pieter Corneliszoon de Sitter was familie van:
- Johan de Sitter. Tijdens de Tiendaagse Veldtocht in 1831 was deze majoor in het Nederlandse leger en ontving voor zijn verdiensten de vierde klasse van de Militaire Willems-Orde.
- Willem de Sitter. Nederlandse politicus en Groningse bestuurder.